# Reginald Southey

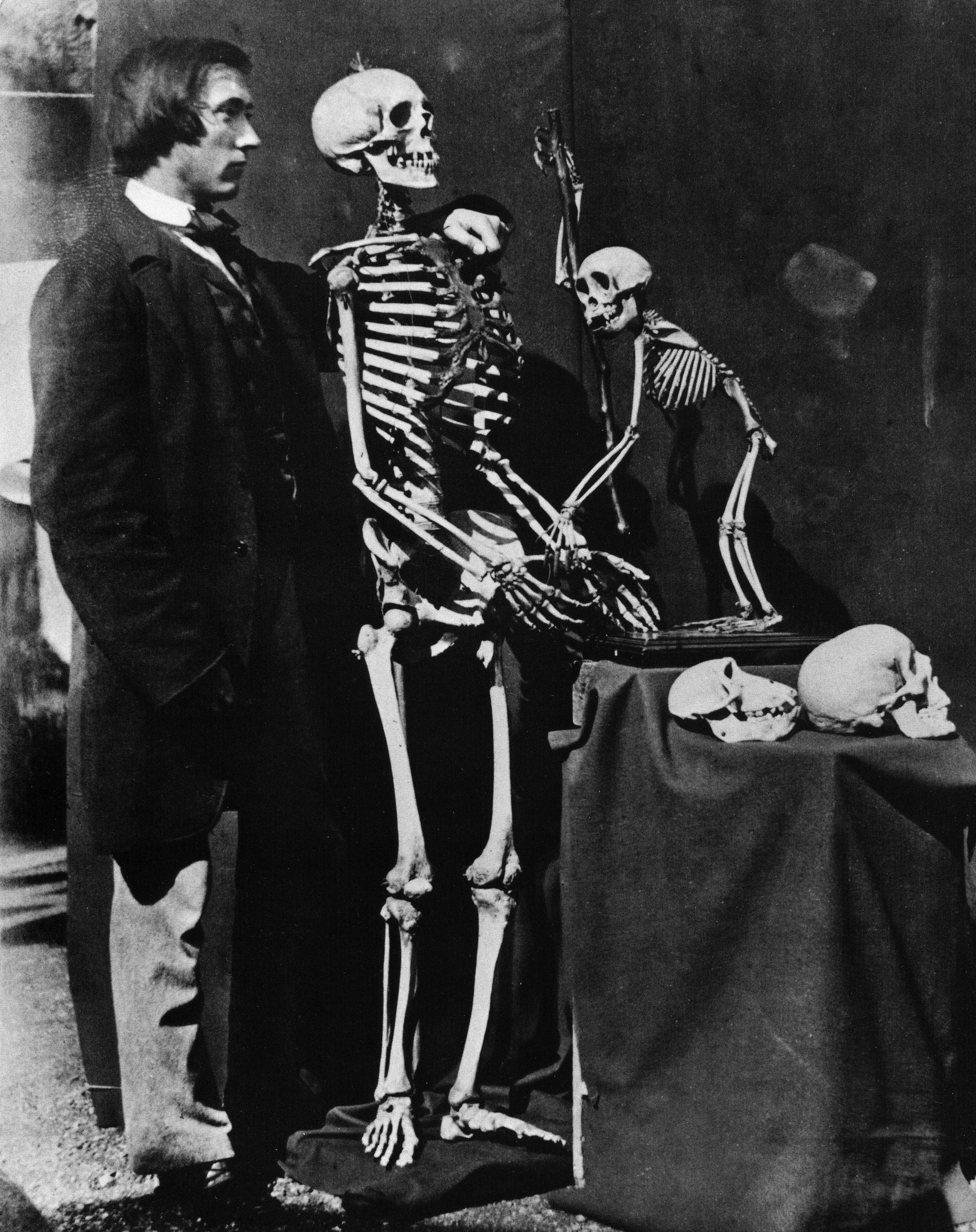
Lewis Carroll: Reginald Southey a kostry, červen 1857

Reginald Southey (15. září 1835 – 8. listopadu 1899) byl anglický lékař a vynálezce Southeyovy kanyly nebo tuby, což je typ trokaru, který se používá k vypouštění edému končetin.

## Životopis
Southey byl synovcem romantického básníka Roberta Southeyho a pátým synem lékaře Henryho Herberta Southeyho. Absolvoval Christ Church, jednu z největších kolejí Oxfordské univerzity v Anglii, dále studoval medicínu v nemocnici sv. Bartoloměje, a pak cestoval po světě. V období 1883 - 1898 pokračoval ve službě jako člen Lunacy Commission, která se starala o blaho duševně nemocných. V této komisi byl společně se strýcem Lewise Carrolla, fotografem Robertem Wilfredem Skeffingtonem Lutwidgem. V roce 1867 se stal Gulstonovým lektorem.
Byl celoživotním přítelem Charlese Lutwidga Dodgsona, spíše známého jako spisovatel Lewis Carroll, a povzbuzoval jej, aby se věnoval fotografii.
Southey nejen sám fotografoval, ale také shromažďoval fotografie pořízené fotografy své doby, a to jak amatéry, tak profesionály. Pět jeho fotoalb získal v roce 1990 Lloyd E. Kotsen a v současné době se nacházejí v Cosenově sbírce na Princetonské univerzitě. Několik fotografií Charlesa Dodgsona se nalezlo ve dvou z těchto fotoalb. Známý je jeho portrét s kostrami, který Carroll pořídil v červnu 1857.